# Stosicia
Stosicia là một chi ốc biển nhỏ, là động vật thân mềm chân bụng sống ở biển trong họ Rissoidae.

## Các loài
Các loài trong chi Stosicia gồm có:
- Stosicia aberrans (C. B. Adams, 1850)[2]
- Stosicia fernandezgarcesi Espinosa & Ortea, 2002[3]
- Stosicia garciai Rolán, Férnández-Garcés & Lee, 2009[4]
- Stosicia houbricki Sleurs, 1996[5]